# Barsham (Suffolk)
Barsham is een civil parish in het bestuurlijke gebied East Suffolk, in het Engelse graafschap Suffolk met 218 inwoners.